# Campeonato Sanmarinense de Futebol de 2010–11
A temporada 2010-11 do Campeonato Sammarinese di Calcio será a 26ª desde seu estabelecimento. O campeonato começou com a primeira rodada da fase de grupos em 17 de setembro de 2010 e terminará com a final em maio de 2011. Tre Fiori defende o título conquistado na temporada passada, quando ganhou seu sexto campeonato.

## Times
Por causa da inexistência de rebaixamento e promoção nesta liga, os mesmos 15 times que competiram na temporada passada competirão nessa.
- S.P. Cailungo (Borgo Maggiore)
- S.S. Cosmos (Serravalle)
- F.C. Domagnano (Domagnano)
- S.C. Faetano (Faetano)
- S.S. Folgore Falciano Calcio (Serravalle)
- F.C. Fiorentino (Fiorentino)
- A.C. Juvenes/Dogana (Serravalle)
- S.P. La Fiorita (Montegiardino)
- A.C. Libertas (Borgo Maggiore)
- S.S. Murata (San Marino)
- S.S. Pennarossa (Chiesanuova)
- S.S. San Giovanni (Borgo Maggiore)
- S.P. Tre Fiori (Fiorentino)
- S.P. Tre Penne (Serravalle)
- S.S. Virtus (Acquaviva)

### Estádios
Nenhum dos clubes de San Marino possui seu próprio estádio. Por isso, os jogos são disputados nos seguintes estádios:
- Stadio Olimpico (Serravalle)
- Campo di Fiorentino (Fiorentino)
- Campo di Acquaviva (Chiesanuova)
- Campo di Dogana (Serravalle)
- Campo Fonte dell'Ovo (Domagnano)
- Campo di Serravalle "B" (Serravalle)

## Fase classificatória

### Grupo A
| Time           | Pts | J  | V | E | D | GF | GC | SG  |
| -------------- | --- | -- | - | - | - | -- | -- | --- |
| Pennarossa     | 22  | 10 | 7 | 1 | 2 | 17 | 6  | 11  |
| Cosmos         | 21  | 10 | 6 | 3 | 1 | 12 | 9  | 3   |
| La Fiorita     | 18  | 10 | 5 | 3 | 2 | 19 | 10 | 9   |
| Juvenes/Dogana | 14  | 10 | 4 | 2 | 4 | 18 | 13 | 5   |
| Faetano        | 12  | 10 | 4 | 0 | 6 | 14 | 22 | -8  |
| Fiorentino     | 7   | 10 | 2 | 1 | 7 | 10 | 21 | -11 |
| Cailungo       | 4   | 10 | 0 | 4 | 6 | 11 | 22 | -11 |

### Grupo B
| Time           | Pts | J  | V | E | D | GF | GC | SG  |
| -------------- | --- | -- | - | - | - | -- | -- | --- |
| Tre Fiori      | 26  | 11 | 8 | 2 | 1 | 22 | 8  | 14  |
| S.P. Tre Penne | 18  | 11 | 5 | 3 | 3 | 10 | 5  | 5   |
| Murata         | 18  | 10 | 5 | 3 | 2 | 11 | 7  | 4   |
| San Giovanni   | 16  | 10 | 5 | 1 | 4 | 13 | 12 | 1   |
| Libertas       | 15  | 11 | 4 | 3 | 4 | 10 | 9  | 1   |
| Virtus         | 12  | 11 | 3 | 3 | 5 | 10 | 16 | -5  |
| Folgore        | 7   | 10 | 2 | 1 | 7 | 13 | 21 | -8  |
| Domagnano      | 4   | 10 | 0 | 4 | 6 | 7  | 19 | -12 |

## Confrontos
Todos os times jogarão contra os times de seu grupo e do outro. Isto significa que os times do grupo A jogarão 20 partidas e os times do grupo B jogarão 21.
 Para ler a tabela, a linha horizontal representa os jogos da equipe como mandante. A coluna vertical indica os jogos da equipe como visitante. 
|                | CAI | COS | DOM | FAE | FIO | FOL | J/D | LFI | LIB | MUR | PEN | SGI | TFI | TPE | VIR |
| -------------- | --- | --- | --- | --- | --- | --- | --- | --- | --- | --- | --- | --- | --- | --- | --- |
| Cailungo       | —   | 1-1 | 2-2 | 0-1 | 2-3 |     |     |     | 1-1 | —   |     | 0-4 | —   |     |     |
| Cosmos         |     | —   |     |     | 2-1 | —   | 1-0 |     | 1-0 | 2-0 | 0-0 |     |     | —   |     |
| Domagnano      | —   |     | —   |     |     |     | —   | 1-1 |     |     |     |     | 1-3 | 0-0 | 0-2 |
| Faetano        |     | 1-3 |     | —   |     | —   | 3-0 |     |     |     | 0-3 |     | —   | 1-4 | 2-4 |
| Fiorentino     |     |     |     | 1-2 | —   |     |     |     | —   |     | 0-1 | 0-1 |     | —   | 0-0 |
| Folgore        |     | 5-0 | 2-0 | 1-3 |     | —   | 1-5 |     | 1-1 |     |     | 2-3 |     | 1-2 |     |
| Juvenes/Dogana | 4-1 |     | 3-3 |     | 1-3 | —   | —   |     |     | —   |     |     | 0-1 |     |     |
| La Fiorita     |     | 1-2 | —   | 5-1 | 4-1 |     | 0-2 | —   | —   |     |     |     | 0-0 |     | —   |
| Libertas       |     | —   | 1-0 |     | 4-1 |     |     | 1-3 | —   |     | —   |     | 0-1 | 0-0 |     |
| Murata         | 2-1 | —   | 2-0 |     |     | 2-0 | 0-0 |     | 0-0 | —   |     | 1-0 |     | 0-1 |     |
| Pennarossa     | 1-0 |     |     |     |     |     | 0-3 | 1-2 | 2-0 |     | —   | —   |     | —   | 5-1 |
| San Giovanni   | —   |     | 3-0 |     | —   |     |     |     | 0-2 |     | 0-3 | —   | 1-4 |     |     |
| Tre Fiori      | 3-3 |     |     | 1-0 |     | 4-0 | —   | —   |     | 2-3 |     |     | —   |     | 2-0 |
| Tre Penne      |     | 0-0 |     | —   | 4-0 |     |     |     |     |     | 0-1 | 0-1 | 0-1 | —   | 3-1 |
| Virtus         |     |     |     | —   | —   | 1-0 |     | 0-2 | 0-1 | 1-1 | —   | 0-0 |     |     | -   |

## Fase final
Os ganhadores de cada grupo passam direto para a terceira rodada.

## Primeira rodada
| TBD 2011 | 2° do grupo A | (1) | 3º do grupo B | Stadio Olimpico, San Marino |
|          |               |     |               |                             |

| TBD 2011 | 2° do grupo B | (2) | 3º do grupo A | Stadio Olimpico, San Marino |
|          |               |     |               |                             |

## Segunda Rodada
| TBD 2011 | Ganhador de (1) | (3) | Ganhador de (2) | Stadio Olimpico, San Marino |
|          |                 |     |                 |                             |

| TBD 2011 | Perdedor de (1) | (4) | Perdedor de (2) | Stadio Olimpico, San Marino |
|          |                 |     |                 |                             |

## Terceira Rodada
| TBD 2011 | 1° grupo A | (5) | 1º grupo B | Stadio Olimpico, San Marino |
|          |            |     |            |                             |

| TBD 2011 | Perdedor de (3) | (6) | Ganhador de (4) | Stadio Olimpico, San Marino |
|          |                 |     |                 |                             |

## Quarta Rodada
| TBD 2011 | Ganhador de (5) | (7) | Ganhador de (3) | Stadio Olimpico, San Marino |
|          |                 |     |                 |                             |

| TBD 2011 | Perdedor de (5) | (8) | Ganhador de (6) | Stadio Olimpico, San Marino |
|          |                 |     |                 |                             |

## Semi-final
| TBD 2011 | Perdedor de (7) | (9) | Ganhador de (8) | Stadio Olimpico, San Marino |
|          |                 |     |                 |                             |

## Final
O ganhador da final se qualifica para a primeira fase de qualificação da Liga dos Campeões da UEFA 2011-12 e o vice-campeão se qualifica para a primeira fase de qualificação para a Liga da Europa da UEFA 2011-12.
| TBD 2011 | Ganhador de (7) | - | Ganhador de (9) | Stadio Olimpico, San Marino |
|          |                 |   |                 |                             |